# Íñigo Sainz-Maza
Íñigo Sainz-Maza Serna (Ampuero, 16 giugno 1998) è un calciatore spagnolo, difensore o centrocampista del Racing Santander, di cui è capitano.

## Caratteristiche tecniche
Può giocare come terzino sinistro e centrocampista centrale.

## Carriera
Nato ad Ampuero, è cresciuto nel settore giovanile del Racing Santander, con cui nel 2016 ha debuttato con la seconda squadra, all'epoca militante in Tercera División. Ha debuttato in prima squadra il 19 maggio 2019, nell'incontro di Segunda División B pareggiato per 2-2 contro l'UD Logroñés.
Il 20 agosto 2020 ha firmato il suo primo contratto professionistico ed è stato definitivamente promosso in prima squadra. Il 24 agosto 2021 è stato nominato capitano, ed il 16 febbraio 2022 ha segnato il suo primo gol con la squadra, contro il Deportivo La Coruña.
Il 14 agosto 2022 ha debuttato in Segunda División contro il Villarreal B. Tre giorni dopo ha rinnovato il contratto fino al 2026.

## Statistiche

### Presenze e reti nei club
Statistiche aggiornate al 26 dicembre 2023.
| Stagione        | Squadra            | Campionato      | Campionato | Campionato | Coppe nazionali | Coppe nazionali | Coppe nazionali | Coppe continentali | Coppe continentali | Coppe continentali | Altre coppe | Altre coppe | Altre coppe | Totale | Totale |
| Stagione        | Squadra            | Comp            | Pres       | Reti       | Comp            | Pres            | Reti            | Comp               | Pres               | Reti               | Comp        | Pres        | Reti        | Pres   | Reti   |
| --------------- | ------------------ | --------------- | ---------- | ---------- | --------------- | --------------- | --------------- | ------------------ | ------------------ | ------------------ | ----------- | ----------- | ----------- | ------ | ------ |
| 2015-2016       | Racing Santander B | TD              | 1          | 0          |                 | -               | -               |                    | -                  | -                  |             | -           | -           | 1      | 0      |
| 2016-2017       | Racing Santander B | TD              | 1          | 0          |                 | -               | -               |                    | -                  | -                  |             | -           | -           | 1      | 0      |
| 2017-2018       | Racing Santander B | TD              | 2          | 2          |                 | -               | -               |                    | -                  | -                  |             | -           | -           | 2      | 2      |
| 2018-2019       | Racing Santander B | TD              | 33         | 4          |                 | -               | -               |                    | -                  | -                  |             | -           | -           | 33     | 4      |
| 2019-2020       | Racing Santander B | TD              | 22         | 1          |                 | -               | -               |                    | -                  | -                  |             | -           | -           | 22     | 1      |
| 2018-2019       | Racing Santander   | SDB             | 2          | 0          | CR              | 0               | 0               |                    | -                  | -                  |             | -           | -           | 2      | 0      |
| 2019-2020       | Racing Santander   | SD              | 0          | 0          | CR              | 0               | 0               |                    | -                  | -                  |             | -           | -           | 0      | 0      |
| 2020-2021       | Racing Santander   | SDB             | 23         | 0          | CR              | 1               | 0               |                    | -                  | -                  |             | -           | -           | 24     | 0      |
| 2021-2022       | Racing Santander   | PDR             | 36         | 1          | CR              | 0               | 0               |                    | -                  | -                  |             | -           | -           | 36     | 1      |
| 2022-2023       | Racing Santander   | SD              | 35         | 0          | CR              | 1               | 0               |                    | -                  | -                  |             | -           | -           | 36     | 0      |
| 2023-2024       | Racing Santander   | SD              | 18         | 0          | CR              | 1               | 0               |                    | -                  | -                  |             | -           | -           | 19     | 0      |
| Totale carriera | Totale carriera    | Totale carriera | 173        | 8          |                 | 3               | 0               |                    | -                  | -                  |             | -           | -           | 176    | 8      |